# Privatbahnhilfegesetz
Das Bundesgesetz über die Hilfeleistung an private Eisenbahn- und Schiffahrtsunternehmungen (kurz: Privatbahnhilfegesetz) gewährte ab 1939 in der Schweiz finanzielle Mittel zur Sanierung der meist hochverschuldeten Privatbahnen und deren technische Erneuerungen und Verbesserungen. Dadurch konnten Konkurse verhindert werden.

## Ausgangslage
Infolge der Wirtschaftskrise, der hohen Verschuldung und dem Aufkommen des Konkurrenten Automobil mussten viele Privatbahnen in der Schweiz um ihre Existenz kämpfen und im Betrieb, Rollmaterial sowie in der Erneuerung der Infrastruktur sparen und konnten diese nicht auf den neusten Stand bringen.
Auch die im Jahr 1902 gegründete SBB war noch mit Altlasten behaftet, und im Jahr 1936 beriet der Bundesrat über ein neues Bundesbahngesetz, um dieses «Bundesbahnproblem» finanziell zu lösen.
Dabei zeigte sich auch ein «Privatbahnproblem», denn die Kantone, die für ihre «privaten» Bahnen grosse Opfer gebracht hatten, empfanden es als ungerecht, an die Sanierung der Bundesbahn beitragen zu müssen. Sie forderten deshalb mit der Bundesbahnsanierung auch eine Hilfe an die in Not geratenen Privatbahnen.
Am 23. April 1937 verabschiedete der Bundesrat eine Botschaft an die Bundesversammlung zum Entwurf eines Bundesgesetzes über die Beteiligung des Bundes an der finanziellen Wiederaufrichtung notleidender privater Eisenbahnunternehmungen.

## Gesetz
Am 6. April 1939 wurde das Bundesgesetz über die Hilfeleistung an private Eisenbahn- und Schiffahrtsunternehmungen erlassen und am 1. November 1939 in Kraft gesetzt. Es bestand aus zwei Abschnitten:
- Das Gesetz sprach allen Unternehmungen, welche wegen ihrer volkswirtschaftlichen oder militärischen Bedeutung den Interessen der Eidgenossenschaft oder eines grösseren Teiles derselben dienten, eine finanzielle Wiederaufrichtung in der Höhe von 125 Millionen Franken zu. Auch durch Fusion entstehende Unternehmungen, welche diese Bedeutung erreichen, sollten eine Hilfe erhalten. Leer gingen nur für rein lokale oder im Wesentlichen nur dem Touristenverkehr dienende Betriebe aus. Daneben mussten die Kantone sich an der finanziellen Last in gleichem Umfange wie der Bund beteiligen.
- Kleinere Transportanstalten erhielten die Möglichkeit, Aktien und Darlehen ohne Kreditlinie für technische Erneuerungen und Verbesserungen beim Bund aufzunehmen. Daneben stellte der Bund einen Kredit von 15 Millionen Franken zur Verfügung, und die Gesellschaften konnten Beiträge à fonds perdu beantragen.

Am 21. Dezember 1949 trat eine revidierte Fassung des Bundesgesetzes in Kraft, dank der mehr finanzielle Mittel zur Verfügung gestellt werden konnten.

## Umsetzung
Eine Expertenkommission bestimmte die Transportanstalten, welche Anrecht auf eine Sanierung, Unterstützung oder finanzielle Mittel zu Erneuerungen zugute hat.

### Abschnitt 1
Als wichtige Transportgesellschaften für die Schweiz nach Abschnitt 1 wurden vorbehaltlos bestimmt:
- Bern-Lötschberg-Simplon-Bahn (BLS)
- Rhätische Bahn (RhB)
- Bodensee-Toggenburg-Bahn (BT)
- Bern-Neuenburg-Bahn (BN)
- Montreux-Berner-Oberland-Bahn (MOB)
- Südostbahn (SOB)
- Mittelthurgaubahn (MThB)
- Berninabahn (BB)
- Schöllenenbahn (SchB)
- Furka-Oberalp-Bahn (FO)
- Erlenbach-Zweisimmen-Bahn (EZB)
- Spiez-Erlenbach-Bahn (SEB)
- Dampfschiffgesellschaft des Vierwaldstättersees (SVG)

Daneben schlug die Kommission die Fusionierung zahlreicher kleinerer Bahnen vor, damit diese ebenfalls in den Genuss einer finanziellen Gesundung nach Abschnitt 1 kommen konnten. Daher fanden ab 1942 zahlreiche Zusammenschlüsse statt, zu grösseren Gesellschaften, den sogenannten konzessionierten Transport-Unternehmungen (KTU):
- Emmentalbahn (EB) und Burgdorf-Thun-Bahn (BTB) auf den 1. Januar 1942 zur Emmental-Burgdorf-Thun-Bahn (EBT)
- Freiburg-Murten-Ins (FMA), Chemin de fer Bulle–Romont (BR) und Chemins de fer électriques de la Gruyère (CEG) auf 1. Januar 1942 zur Freiburger Bahnen (GFM)
- Chur-Arosa-Bahn (ChA), Bellinzona-Mesocco-Bahn (BM) und Rhäthische Bahn (RhB) auf 1. Januar 1942 zur Rhätische Bahn (RhB); auf 1. Januar 1943 stiess auch die Berninabahn (BB) zur RhB
- Villars-Bretaye (VB) und Bex-Gryon-Villars-Chesières (BGVC) auf 1. Januar 1943 zur Chemin de fer Bex–Villars–Bretaye (BVB)
- Langenthal-Huttwil-Bahn (LHB), Huttwil-Wolhusen-Bahn (HWB) und Ramsei-Sumiswald-Huttwil-Bahn (RSHB) auf 1. Januar 1944 zur Vereinigte Huttwil-Bahnen (VHB)
- Régional Porrentruy-Bonfol (RPB), Régional Saignelégier–Glovelier (RSG), Saignelégier–La Chaux-de-Fonds-Bahn (SC) und Chemin de fer Tavannes–Noirmont (CTN) auf 1. Januar 1944 zur Jurabahngesellschaft (CJ)
- Appenzellerbahn (AB) und Appenzell-Weissbad-Wasserauen Bahn (AWW) auf 1. Januar 1947 zur Appenzeller Bahn (AB)
- St.Gallen-Gais-Appenzell-Bahn (SGA) und Altstätten-Gais-Bahn (AG) auf 1. Januar 1947 zur St. Gallen-Gais-Appenzell-Altstätten-Bahn (SGA)
- Centovallibahn (FRT) und Locarno-Ponte-Brolla-Bignasco-Bahn (LPB) auf 1. Januar 1947 zur Ferrovie autolinee regionali ticinesi (FART)

### Abschnitt 2
Am 19. September 1941 beschloss der Bundesrat, dass denjenigen Transportanstalten, die die technischen Erneuerungen vor Inkrafttreten des Privatbahnhilfegesetzes durchgeführt hatten, auch Beiträge zur Tilgung der daraus entstandenen Verbindlichkeiten erhalten, wobei frühere Leistungen der Kantone angerechnet werden.
Um Beiträge zu erhalten, wurden auch hier von verschiedenen Gesellschaften eine Fusion verlangt:
- Gürbetalbahn (GTB) und Bern-Schwarzenburg-Bahn (BSB) auf 1. Januar 1944 zur Gürbetal-Bern-Schwarzenburg-Bahn (GBS)
- Aigle–Ollon–Monthey (AOM) und Monthey–Champéry–Morgins (MCM) auf 1. Januar 1946 zur Aigle-Ollon-Monthey-Champéry (AOMC)
- Ponts-Sagne-Chaux-de-Fonds (PSC) und Régional des Brenets (RdB) auf 1. Januar 1947 zur Chemins de fer des Montagnes Neuchâteloises (CMN)
- Wynentalbahn (WTB) und Aarau-Schöftland-Bahn (AS) auf 1. Januar 1957 zur Wynental-Suhrental-Bahn (WSB)

Mit den Zahlungen vom Bund und in der gleichen Grössen von den Kantonen, konnten nun viele Transportanstalten ihre Anlagen erneuern und ihre Wirtschaftlichkeit heben.
Total 64 Unternehmen beanspruchten zwischen 1942 und 1958 diese Sanierungs- und Hilfsaktion und wurden mit 357 Millionen Franken saniert und/oder unterstützt.

## Gesetzesaufhebung
Mit dem Eisenbahngesetz (EBG) SR 742.101 vom 20. Dezember 1957 wurde das Bundesgesetz über die Hilfeleistung an private Eisenbahn- und Schiffahrtsunternehmungen aufgehoben.